# Kalyptodoras bahiensis
Kalyptodoras bahiensis es una especie de pez de la familia Doradidae en el orden de los Siluriformes.

## Morfología
Los machos pueden llegar alcanzar los 24,5 cm de longitud total.

## Alimentación
Come cangrejos.

## Hábitat
Es un pez de agua dulce y de clima tropical.

## Distribución geográfica
Se encuentran en Sudamérica: río Paraguaçu (noreste de Brasil).